# ラ・ベル・イロワーズ
ラ・ベル・イロワーズ（フランス語: La Belle-Îloise）は、魚の缶詰の製造・販売を行うフランスの企業。1932年設立。

## 沿革

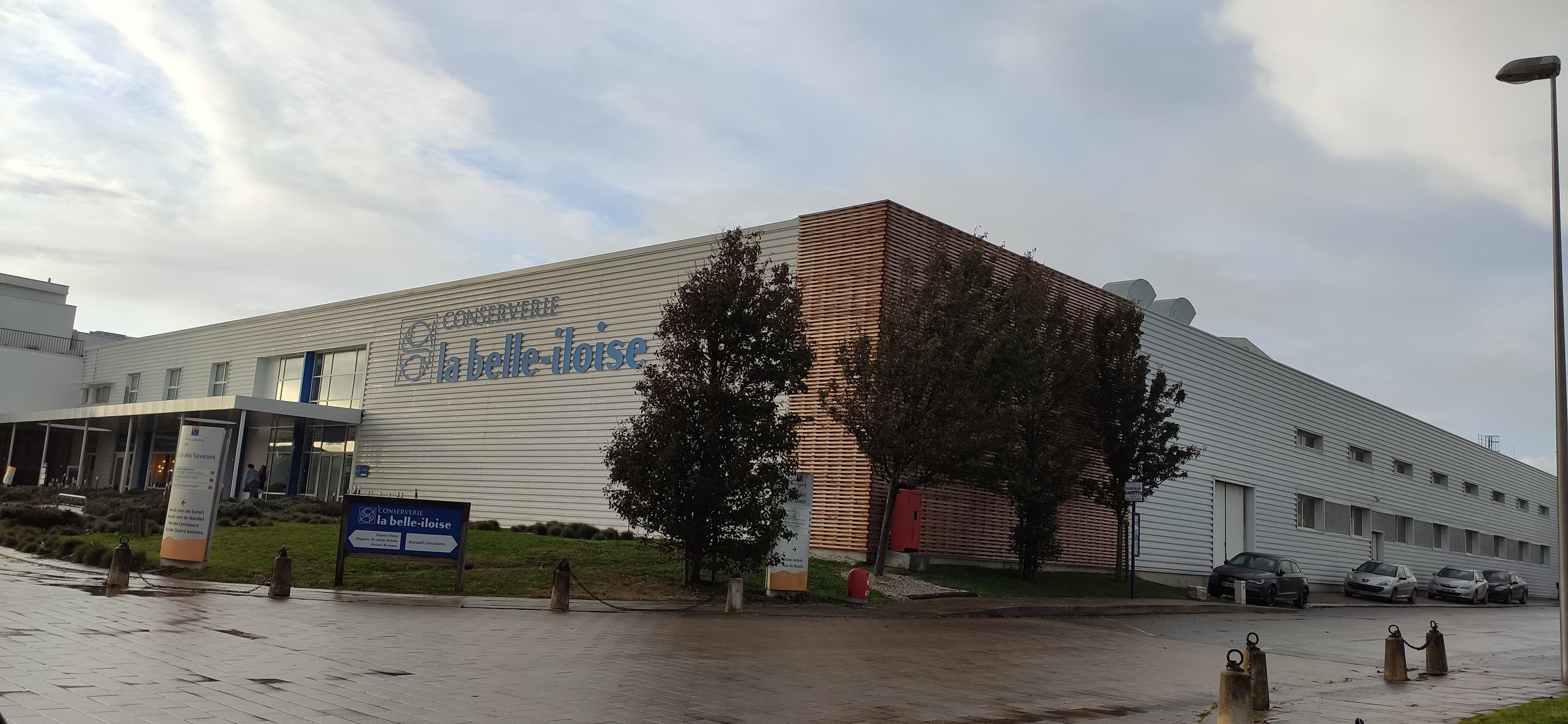
キブロンにある缶詰工場

1932年、キブロンでジョルジュ・イリエ (Georges Hilliet) によって「Ets.G & H Hilliet」として創業した。
1967年、直売のための最初の店舗がキブロンに開店した。
1982年、無店舗販売のサービスを開始した。
1996年、ベルナール・イリエ (Bernard Hilliet) が会社の経営を引き継いだ。
2007年、ウェブサイトが開設された。
2011年、カロリン・ル・ブランシュ＝イリエ (Caroline Le Branchu-Hilliet) が父親から会社の経営を引き継いだ。
2011年の時点では沿岸部にしか店舗がなかったが、2013年と2014年にはパリとリヨンに、2015年にはレンヌとマルセイユに店舗がオープン。ベルギーにも1店舗があるほか、フランス国内にはレストランも展開している。

## 組織
本社はブルターニュ地域圏モルビアン県キブロンにある。フランス沿岸とリヨン、ナント、パリになどに66の店舗をかまえる。
モルビアン県サンタヴェにあるソーピケの缶詰工場の敷地内に5,000 m²の物流センターがある。